# النحاس في الصحة

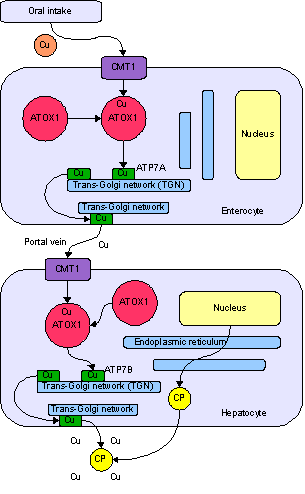
الامتصاص والتوزع الطبيعي للنحاس. Cu = النحاس، CP = سيرولوبلازمين، اللون الأخضر= بروتين ATP7B يحمل النحاس.

يعتبر النحاس عنصرًا شحيحًا لا غنى عنه لصحة جميع الكائنات الحية (البشر والنباتات والحيوانات والكائنات الدقيقة). في البشر، يعتبر النحاس ضروريًا لوظائف الأعضاء وعمليات الأيض. يحتوي جسم الإنسان على آليات معقدة لللحفاظ على الاستتباب والتي تحاول ضمان إمداد ثابت من النحاس حسب المتاح، بينما يتم التخلص من النحاس الزائد كلما حدث ذلك. ومع ذلك، مثل جميع العناصر الأساسية والمغذيات، يمكن أن يؤدي الابتلاع الغذائي للكثير أو القليل من النحاس إلى نتائج معاكسة من زيادة أو نقص النحاس في الجسم، كل منها له مجموعة خاصة من الآثار الصحية الضارة.
تم تعيين المعايير الغذائية للاستهلاك اليومي للنحاس من قبل مختلف الوكالات الصحية في جميع أنحاء العالم. المعايير التي اعتمدتها بعض الدول توصي بمستويات مختلفة من النحاس للبالغين، والحوامل، والرضع، والأطفال، مما يتناسب مع الحاجة المتنوعة للنحاس خلال مراحل الحياة المختلفة.
يمكن أن يكون نقص النحاس وسُميته إما من أصل جيني أو غير جيني. إن دراسة الأمراض الوراثية المتعلقة بالنحاس، والتي هي محط أنظار الباحثين، قد ألقت الضوء على كيفية استخدام الجسم البشري للنحاس، ولماذا هو مهم كمغذي دقيق أساسي. كما أسفرت الدراسات عن علاجات ناجحة لحالات زيادة النحاس الوراثية، مما أتاح للمرضى الذين تتعرض حياتهم للخطر نتيجة ذلك ليعيشوا حياة طويلة ومنتجة.
يعمل الباحثون المتخصصون في مجالات علم الأحياء الدقيقة وعلم السموم والتغذية وتقييم المخاطر الصحية معًا لتحديد المستويات الدقيقة الضرورية للنحاس، مع تجنب تناول الكثير أو القليل من النحاس. ومن المتوقع استخدام نتائج هذه الدراسات في صقل برامج التوصيات الغذائية الحكومية المصممة للمساعدة في حماية الصحة العامة.

## الأساسيات
النحاس هو عنصر أساسي شحيح (أي، مغذي دقيق) مطلوب لصحة النباتات والحيوانات والإنسان. كما أنه مطلوب من أجل الوظائف الطبيعية للكائنات الحية الدقيقة الهوائية (التي تحتاج الأوكسجين).
تم دمج النحاس في مجموعة متنوعة من البروتينات والبروتينات المعدنية التي تؤدي وظائف التمثيل الغذائي الأساسية؛ المغذيات الدقيقة ضرورية للنمو السليم، والتطور، وسلامة العظام، والنسيج الضام، والدماغ، والقلب، والعديد من أعضاء الجسم الأخرى. ويشارك النحاس في تكوين خلايا الدم الحمراء، وامتصاص واستخدام الحديد، وأيض الكولسترول والجلوكوز، وتصنيع وإفراز البروتينات والإنزيمات التي تحافظ على الحياة. هذه الانزيمات بدورها تنتج الطاقة الخلوية وتنظم الانتقال العصبي، وتخثر الدم، ونقل الأوكسجين.
يحفز النحاس جهاز المناعة لمكافحة العدوى، وإصلاح الأنسجة المصابة، وتعزيز الالتئام. كما يساعد النحاس في معادلة «الجذور الحرة»، التي يمكن أن تسبب أضرارًا شديدة في الخلايا.
اكتشفت الاستخدامات الأساسية للنحاس لأول مرة في عام 1928، عندما تبين أن الفئران التي تغذت على حمية غذائية خالية من النحاس غير قادرة على إنتاج خلايا دم حمراء كافية. تم تصحيح فقر الدم عن طريق إضافة المواد المحتوية على النحاس من مصادر نباتية أو حيوانية.
وكعنصر أساسي شحيح، فقد تم التوصية بالمعايير الغذائية للاستهلاك اليومي للنحاس من قبل عدد من الوكالات الصحية الحكومية في جميع أنحاء العالم.

### الأجنة، والرضع، والأطفال
النحاس ضروري للنمو والتطور الطبيعي للأجنة البشرية والرضع والأطفال. يُراكم الجنين النحاس بسرعة في كبده خلال الثلث الأخير من الحمل. عند الولادة، يكون للرضيع السليم أربعة أضعاف تركيز النحاس لدى البالغين كاملي النمو. النحاس منخفض نسبياً في الحليب البشري، ومخازن الكبد من النحاس في حديثي الولادة تنخفض بسرعة بعد الولادة، لإمداد الجسم سريع النمو بالنحاس خلال فترة الرضاعة الطبيعية. هذه الإمدادات ضرورية للقيام بوظائف الأيض مثل التنفس الخلوي، وتصنيع صبغة الميلانين والنسيج الضام، وأيض الحديد، ودفاع الجذور الحرة، والتعبير الجيني، ووظائف القلب وجهاز المناعة لدى الأطفال.
الرضع لديهم آليات بيوكيميائية خاصة لإدارة النحاس بشكل كافٍ في أجسامهم بينما تتطور الآليات الدائمة مدى الحياة وتنضج.
يزيد نقص النحاس حاد في الأمهات الحوامل من خطر المشاكل الصحية في الأجنة والرضع. تشمل التأثيرات الصحية انخفاض أوزان المواليد وضعف العضلات ومشاكل الجهاز العصبي. ومع ذلك، يمكن تجنب نقص النحاس في النساء الحوامل باتباع نظام غذائي متوازن.
وبما أن توافر النحاس في الجسم يعرقله وجود فائض من الحديد والزنك، حيث يُوصف للنساء الحوامل مكملات الحديد لعلاج فقر الدم أو مكملات الزنك لعلاج نزلات البرد، لذلك يجب استشارة الأطباء للتأكد من أن المكملات الغذائية قبل الولادة تحتوي على كمية غذائية ضرورية من النحاس.
عندما يتلقى الأطفال حديثي الولادة الرضاعة الطبعية، توفر أكبادهم وحليب الثدي لأمهاتهم كميات كافية من النحاس خلال الأشهر 4-6 الأولى من الحياة. عندما يفطم الأطفال، يجب أن يوفر النظام الغذائي المتوازن مصادر كافية من النحاس.
ينقص محتوى حليب البقر وحليب الأطفال الصناعي الأكبر سنًا من النحاس. ويتم تدعيم معظم حليب الصناعي الآن بالنحاس لمنع النقص.
معظم الأطفال الذين لديهم تغذية جيدة يحصلون على كميات كافية من النحاس. الأطفال المعرضون للخطر من الناحية الصحية، بما في ذلك الخدج، والذين يعانون من سوء التغذية، والذين لديهم وزن ولادة منخفض، ويعانون من العدوى، والذين يعانون من النمو التداركي واكتساب الوزن التعويضي السريع، هم أكثر عرضة لخطر نقص النحاس. ولحسن الحظ، فإن تشخيص نقص النحاس لدى الأطفال واضح وموثوق به بمجرد الاشتباه في الحالة. المكملات الغذائية تحت إشراف الطبيب عادة ما تسهل الشفاء التام.

### الاستتباب
يتم امتصاص النحاس ونقله وتوزيعه وتخزينه وإخراجه من الجسم وفقًا لعمليات الاستتباب المعقدة التي تضمن إمدادًا ثابتًا وكافيًا بالمغذيات الدقيقة وفي نفس الوقت تجنب زيادة مستواها. إذا تم تناول كمية غير كافية من النحاس لفترة قصيرة من الزمن، فستنضب مخازن النحاس في الكبد. إذا استمر هذا النضوب، فقد تتطور مشكلة صحية من نقص النحاس. إذا تم تناول كميات كبيرة من النحاس، فقد ينتج عن ذلك حالة فرط النحاس. كلا هاتين الحالتين، النقص والزيادة، يمكن أن تؤديان إلى إصابة الأنسجة والمرض. ومع ذلك، وبسبب تنظيم الاستتباب، فإن جسم الإنسان قادر على موازنة مجموعة كبيرة من مدخول النحاس لتناسب احتياجات الأفراد الأصحاء.
أصبحت العديد من جوانب استتباب النحاس معروفة على المستوى الجزيئي. ترجع أهمية النحاس إلى قدرته على التصرف كمانح أو مستقبل للإلكترونات حيث تتقلب أكسدة النحاس بين Cu1+(نحاسوز) و Cu2+(نحاسيك). كعنصر مكون لحوالي عشرات الأنزيمات النحاسية، يشترك النحاس في تفاعلات الأكسدة-الاختزال في عمليات التمثيل الغذائي الأساسية مثل التنفس الميتوكوندري، وتصنيع الميلانين، وربط الكولاجين. النحاس جزء لا يتجزأ من الإنزيم المضاد للتأكسد، سوبر أكسيد ديسميوتاز(Cu,Zn-SOD)، وله دور في استتباب الحديد كعامل مساعد في السيرولوبلازمين. قائمة ببعض الإنزيمات الرئيسية المحتوية على النحاس ووظائفها ملخصة أدناه:
| Enzymes                                              | Function |
| ---------------------------------------------------- | --- |
| أكسيداز الأمين                                       | مجموعة من الإنزيمات المؤكسدة للأمينات الأولية (على سبيل المثال: التيرامين، والهيستدين، وعديد الأمين)                              |
| سيرولوبلازمين (أكسيداز الحديدي)                      | أوكسيديز النحاس المتعددة في البلازما، وهو ضروري لنقل الحديد                                                                       |
| سيتوكروم سي أكسيداز                                  | إنزيم الأوكسيداز النهائي في سلسلة التنفس الخلوي في الميتوكوندريا، يشارك في نقل الإلكترونات                                        |
| دوبامين بيتا هيدروكسيلاز                             | يشارك في أيض الكاتيكولامين، ويحفز تحويل الدوبامين إلى نورايبنفرين                                                                 |
| هيفاستين                                             | أكسيداز الحديدي متعدد النحاس، بشارك في نقل الحديد عبر الغشاء المخاطي المعوي للجهاز البوابي الكبدي                                 |
| أُكسيدازُ اللِّيزيل                                      | تصالب الكولاجين والإيلاستين |
| (Peptidylglycine alpha-amidating mono-oxygenase (PAM | إنزيم متعدد الوظائف يشارك في نضوج وتعديل الببتيدات العصبية الرئيسية (على سبيل المثال: الناقلات العصبية والببتيدات العصبية الصماء) |
| سوبر أكسيد ديسميوتاز (الزنك، النحاس)                 | إنزيم داخل خلوي وخارج خلوي يشارك في الدفاع ضد مركبات الأكسجين النشطة (على سبيل المثال: تدمير جذور فوق الأكسيد)                    |
| تايروسيناز                                           | يحفز إنتاج الميلانين والصبغات الأخرى                                                                                              |

إن نقل واستقلاب النحاس في الكائنات الحية هو حاليًا موضوع بحث مهم. يتضمن نقل النحاس خلويًا تحريك النحاس من خارج الخلية إلى داخلها عبر غشاء الخلية بواسطة ناقلات متخصصة. في مجرى الدم، يتم نقل النحاس في جميع أنحاء الجسم عن طريق الألبومين، والسيرولوبلازمين، وبروتينات أخرى. ينتقل غالبية النحاس في الدم (أو النحاس في المصل) عن طريق السيرولوبلازمين. يمكن أن تتراوح نسبة السيرولوبلازمين المرتبط بالنحاس من 70-95٪ ويختلف بين الأفراد حسب، على سبيل المثال، الدورة الهرمونية والوقت وحالة النحاس. يتم توجيه النحاس داخل الخلايا إلى مواقع تصنيع الأنزيمات المحتوية على النحاس في تركيبها وإلى العضيات بواسطة بروتينات متخصصة تدعى التشابيرونات المعدنية. مجموعة أخرى من هذه الناقلات تحمل النحاس إلى داخل الأجزاء التحت خلوية. توجد آليات معينة لاطلاق النحاس من الخلية. تقوم الناقلات البروتينية المتخصصة بإعادة النحاس الزائد غير المستقر للكبد للتخزين الاحتياطي و / أو للإفراز مع العصارة الصفراوية. تضمن هذه الآليات عدم وجود أيونات نحاس سامة حرة غير مرتبطة في غالبية الأفراد (أي أولئك الذين لا يعانون من عيوب استقلاب النحاس الخلقية).
يتم ادخال النحاس إلى الخلايا عبر جدار الخلية بواسطة البروتين الناقل للغشاء البلازمي المعروف باسم ناقل النحاس 1 أو (Ctr1 (Copper Transporter 1. يرتبط Ctr1 بسرعة ببروتينات تشابيرون النحاسية داخل الخلايا. يوصل Atox1 (بروتين تشابيرون معدني نحاسي) النحاس إلى المسار الإفرازي ويرسو إما عند ATPase ناقل للنحاس (ATP7B) في الكبد أو ATP7A في خلايا أخرى. يوجه ATP7B النحاس إلى السيرولوبلازمين البلازمي أو إلى العصارة الصفراوية بالتنسيق مع تشابيرون مكتشف حديثًا، وهو Murr1، وهو البروتين المفقود في التسمم بالنحاس عند الكلاب. يوجه ATP7A النحاس داخل جهاز غولجي إلى بروتينات عدة منها دوبامين بيتا أحادي الأوكسجيناز و peptidylglycine alpha-amidating monooxygenase وأُكسيدازُ اللِّيزيل وتايروسيناز، اعتمادًا على نوع الخلية. جين CCS هو تشابيرون نحاسي لسوبر أكسيد الديسميوتاز الذي يحمي الخلايا ضد مركبات الأكسجين النشطة؛ ويقوم الجين بإصال النحاس إلى السيتوبلازم وتجويف الميتوكوندريا. يسلم Cox17 النحاس إلى الميتوكوندريا وإلى سيتوكروم سي أكسيداز عبر تشابيرونات كوكس-11 و Sco1 و Sco2. قد توجد تشابيرونات نحاس أخرى ويمكن أن تشمل الميتالوثيونين وamyloid precursor protein . أوضحت الدراسات الجينية والتغذوية الطبيعة الأساسية لهذه البروتينات المرتبطة بالنحاس.

### الامتصاص
في الثدييات يتم امتصاص النحاس في المعدة والأمعاء الدقيقة، على الرغم من ذلك، يبدو أن هناك اختلاف بين الأنواع فيما يتعلق بالمكان الذي يحدث فيه أكبر قدر من الامتصاص. حيث يتم امتصاص النحاس في المعدة والاثني عشر في الفئران  وفي الأمعاء الدقيقة السفلية في الهامستر. لا يُعرف موقع حدوث الحد الأقصى من امتصاص النحاس في البشر، ولكن يفترض أن يكون في المعدة والأمعاء العليا بسبب الظهور السريع لنظير النحاس Cu64 في البلازما بعد تناول النحاس عن طريق الفم.
يترواح معدل امتصاص النحاس من 15-97 ٪، وذلك اعتمادًا على محتوى النحاس، ونوع النحاس، وتكوين النظام الغذائي.
تؤثر عوامل مختلفة على امتصاص النحاس. على سبيل المثال، يتم تعزيز امتصاص النحاس عن طريق تناول البروتين الحيواني، والسيترات، والفوسفات. يتم امتصاص أملاح النحاس، بما في ذلك غلوكونات النحاس، أوأسيتات النحاس، أو كبريتات النحاس، بسهولة أكبر من أكاسيد النحاس. إنّ وجود مستويات مرتفعة من الزنك الغذائي، وكذلك الكادميوم، وتناول كميات كبيرة من السميات والسكريات البسيطة (الفركتوز، السكروز) تمنع امتصاص الغذاء من النحاس. علاوةً على ذلك، تمنع المستويات المنخفضة من النحاس امتصاص الحديد.

بعض أشكال النحاس ليست قابلة للذوبان في أحماض المعدة ولا يمكن امتصاصها من المعدة أو الأمعاء الدقيقة. أيضًا، قد تحتوي بعض الأطعمة على ألياف ترتبط بالنحاس وغير قابلة للهضم . يمكن لمدخول عالي من الزنك أن يقلل بشكل كبير من امتصاص النحاس. كما يمكن أن يؤثر مدخول الكبير من فيتامين ج أو الحديد على امتصاص النحاس، مما يذكرنا بحقيقة أنه يجب استهلاك المغذيات الدقيقة كمزيج متوازن. هذا هو أحد الأسباب التي تجعل تناول كميات كبيرة من المغذيات الدقيقة لا ينصح به. قد يكون الأفراد الذين يعانون من مشاكل مزمنة في الجهاز الهضمي غير قادرين على امتصاص كميات كافية من النحاس، على الرغم من أن الأطعمة التي يتناولونها غنية بالنحاس.
تم تحديد العديد من ناقلات النحاس التي يمكنها نقل النحاس عبر أغشية الخلايا. قد توجد ناقلات نحاس أخرى خاصة بالأمعاء. يمكن تحفيز امتصاص النحاس في الأمعاء بواسطة Ctr1. ظهر Ctr1 في جميع أنواع الخلايا التي تم فحصها حتى الآن، بما في ذلك الخلايا المعوية، ويحفز نقل Cu+1 عبر غشاء الخلية.
يمكن ربط الفائض من النحاس (وكذلك أيونات المعادن الثقيلة الأخرى مثل الزنك أو الكادميوم) بالميتالوثيونين واحجازه داخل الحويصلات الخلوية للخلايا المعوية (أي الخلايا السائدة في بطانة الأمعاء).

### التوزع
ينتقل النحاس المُفرز من خلايا الأمعاء إلى الشعيرات الدموية المصلية (أي في الغشاء الرقيق المغلف للأمعاء) حيث يرتبط بالألبومين والجلوتاثيون والأحماض الأمينية في الدم البابي. هناك أيضًا دليل على وجود بروتين صغير يسمى transcuprein له دور محدد في نقل النحاس في البلازما. قد تشارك العديد من أو جميع هذه الجزيئات المرتبطة بالنحاس في نقل النحاس في الدم. يؤخذ النحاس الموجود في الدوران البابي بشكل أساسي عن طريق الكبد. عندما يصبح في الكبد، يتم دمج النحاس في البروتينات التي تحتاج النحاس، والتي تُفرز لاحقًا في الدم. معظم النحاس (70 – 95%) الذي يفرغه الكبد يكون مدمجاً مع السيرولوبلازمين، وهو الناقل الرئيسي للنحاس في الدم. يتم نقل النحاس إلى الأنسجة خارج الكبد عن طريق السيرولوبلازمين، أو الألبومين أوالأحماض الأمينية، أو يُفرغ في الصفراء. يسيطر الكبد على النحاس الموجود خارجه عن طريق تنظيم إفرازه.

### الإفراغ
تعتبر الصفراء المسار الرئيسي لإفراغ النحاس، وهي ذات أهمية حيوية في التحكم في مستوى النحاس في الكبد. ينتج معظم النحاس الموجود في البراز من الإفراز الصفراوي. أما الباقي فمصدره النحاس غير الممتص والخلايا المتقشرة من البطانة المخاطية.
| نطاق الجرعة | المدخول اليومي التقريبي          | النتائج الصحية |
| ----------- | -------------------------------- | --- |
|             |                                  | الموت |
|             |                                  | عجز وظيفي كلي واضطراب التمثيل الغذائي للمغذيات الأخرى. ارتفاع شديد في عملية "إزالة السموم" وتنظيم الاستتباب في الكبد                               |
| سام         | >5.0 ملغم / كغم من وزن الجسم     | تنشيط الميتالوثيونين في الجهاز الهضمي (مع اختلاف الآثار الناتجة حسب كون التعرض مزمن أم حاد)                                                        |
|             | 100 ميكروغرام / كغم من وزن الجسم | الحفاظ على الحد الأقصى من الامتصاص؛ تقوم آليات الاستتباب بتنظيم امتصاص النحاس                                                                      |
| مناسب       | 34 ميكروغرام / كغم من وزن الجسم  | امتصاص كبدي، احتجاز وإفراغ تحت تأثير الاستتباب. امتصاص الجلوتاثيون المعتمد على النحاس؛ الارتباط بالميتالوثونين؛ وإفراغ النحاس عن طريق الجسيم الحال |
|             | 11 ميكروغرام / كغم من وزن الجسم  | الإفراغ الصفراوي والامتصاص الهضمي في حالة طبيعية                                                                                                   |
|             | 9 ميكروغرام / كغم من وزن الجسم   | خفض التخزين في الكبد؛ حفظ النحاس الداخلي؛ زيادة الامتصاص عبر الجهاز الهضمي                                                                         |
| منخفض       | 8.5 ميكروغرام / كغم من وزن الجسم | توزان سلبي للنحاس |
|             | 5.2 ميكروغرام / كغم من وزن الجسم | اضطرابات وظيفية مثل انخفاض نشاط أُكسيدازُ اللِّيزيل وسوبر أكسيد ديسميوتاز؛ ضعف التمثيل الغذائي للركيزة                                                 |
|             | 2 ميكروغرام / كغم من وزن الجسم   | تعطل الاوعية الطرفية؛ عجز وظيفي كلي واضطراب التمثيل الغذائي للمغذيات الأخرى؛ موت                                                                   |

## التوصيات الغذائية
لدى العديد من المنظمات الوطنية والدولية المعنية بالتغذية والصحة معايير لمستوى مدخول النحاس بحيث يُعتبر كافي للمحافظة على صحة جيدة. يتم تغيير هذه المعايير وتحديثها دوريًا مع توفر بيانات علمية جديدة. والمعايير في بعض الأحيان تختلف بين البلدان والمنظمات.

### البالغين
توصي منظمة الصحة العالمية بالحد الأدنى من المدخول المقبول به بحوالي 1.3 ملغ / يوم. تعتبر هذه القيم كافية وآمنة لمعظم الأفراد. في أمريكا الشمالية، قام معهد الطب في الولايات المتحدة بإقرار المُخصص اليومي المُحبذ للنحاس للرجال والنساء الأصحاء عند 0.9 ملغ / يوم. يقوم معهد الطب في الولايات المتحدة أيضاً بتحديد المستوى الأقصى المقبول للفيتامينات والمعادن عندما تكون هناك أدلة كافية من أجل الحفاظ على السلامة. في حالة النحاس، تم تحديد المستوى الأقصى المقبولعند 10 ملغ / يوم. راجعت الهيئة الأوروبية لسلامة الأغذية موضوع السلامة نفسه وحددت المستوى الأقصى عند 5 ملغ / يوم.

### المراهقين، والأطفال، والرضع
لم تضع منظمة الصحة العالمية الحد الأدنى من المدخول اليومي للنحاس لهذه الفئات العمرية. في أمريكا الشمالية، يُلاحظ أن المُخصص اليومي المُحبذ كما يلي: 0.34 ملغ/ يوم للأطفال من 1 إلى 3 سنوات؛ 0.44 ملغ / يوم للأعمار 4 إلى 8 سنوات؛ 0.7 مغ / يوم للأعمار 9-13 سنة؛ و 0.89 ملغ / يوم للأعمار 14-18 سنة. والمستوى الأقصى المقبول: 1 مغ / يوم للأطفال من 1 إلى 3 سنوات؛ 3 مغ / يوم للأعمار 4 - 8 سنوات؛ 5 ملغ / يوم للأعمار 9-13 سنة؛ و 8 ملغ / يوم للأعمار 14-18 سنة.
إن الرضع المولودين مكملي شهور الحمل والخُدج أكثر حساسية لنقص النحاس من البالغين. بما أن الجنين يُراكم النحاس خلال الأشهر الثلاثة الأخيرة من الحمل، فإن الرضع الذين يولدون قبل الأوان لم يكن لديهم الوقت الكافي لتخزين ما يكفي من النحاس في أكبادهم، وبالتالي يحتاجون إلى المزيد من النحاس عند الولادة من الرضع كاملي النمو.
وبالنسبة للرضع كاملي النمو، فإن المدخول الآمن والكافي من النحاس حوالي 0.2 مغ / يوم في أمريكا الشمالية. أما بالنسبة للأطفال الخُدج، فإنه أعلى بشكل ملحوظ: 1 مغ / يوم. أوصت منظمة الصحة العالمية بالحد الأدنى من المدخول المناسب، وتنصح بأن يعطى الخدج حليب مدهم بنحاس إضافي لمنع تطور نقص النحاس.

### النساء الحوامل والمرضعات
في أمريكا الشمالية، وضع معهد الطب في الولايات المتحدة المُخصص اليومي المُحبذ لفترة الحمل ما مقداره 1.0 ملغ / يوم وللإرضاع 1.3 ملغ / يوم. تُعرف الهيئة الأوروبية لسلامة الأغذية مجموعات البيانات مثل القيم الغذائية المرجعية، بأنها المتناول المرجعي للأفراد بدلاً من المُخصص اليومي المُحبذ. حيث المتناول المرجعي للأفراد في فترة اللحمل هو 1.6 ملغ / يوم، وللإرضاع 1.6 ملغم / يوم - وهذا أعلى من قيم المُخصص اليومي المُحبذ الأمريكية.

## مصادر الطعام

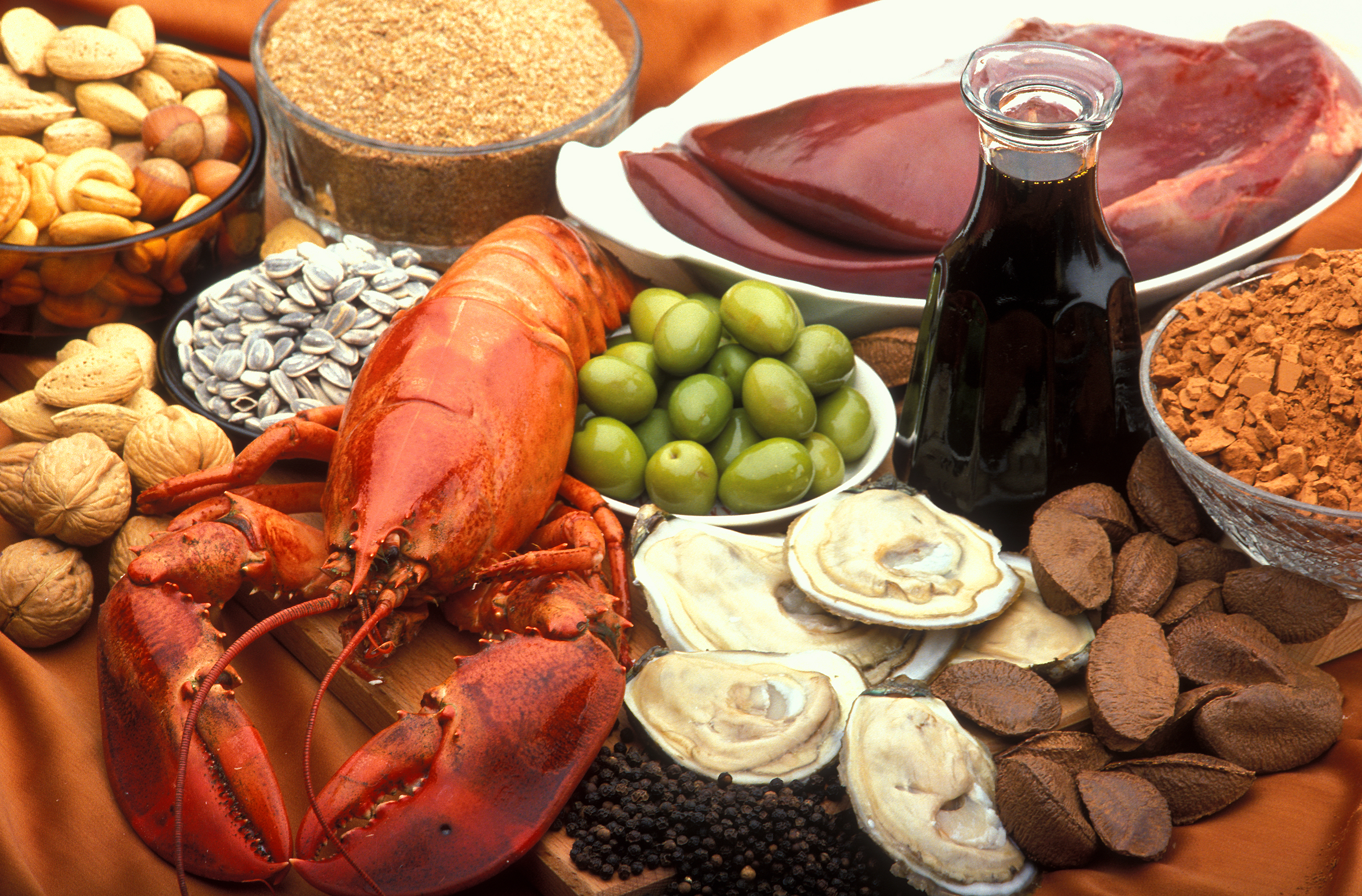
أطعمة غنية بالنحاس